# Kościół św. Idziego w Brzeźniu
Kościół świętego Idziego – rzymskokatolicki kościół parafialny należący do parafii pod tym samym wezwaniem (dekanat Złoczew diecezji kaliskiej).
Obecna murowana świątynia została wzniesiona w latach 1755–1761. Ufundowana została przez Kazimierza Błeszyńskiego, chorążego sieradzkiego oraz jego małżonkę Teresę ze Strusiów. Budowla reprezentuje styl późnobarokowy i została zaprojektowana przez włoskiego architekta Guido Antonio Longhiego z Viggiù. Świątynia została poświęcona w 1758 roku przez księdza proboszcza Ignacego Piotra Ścibor-Bogusławskiego, kanonika łęczyckiego i dziekana dekanatu warckiego. W latach 1896–1902 proboszcz Kacper Kobyliński, korzystając z własnych środków, rozbudował kościół o dwie nawy boczne, dach pokrył blachą cynową, wstawił żelazne okna i wykonał terakotową posadzkę. Zakupił także do świątyni 14 obrazów przedstawiających Drogę Krzyżową i wprowadził w parafii nabożeństwa pasyjne
W wnętrzu budowli jest umieszczone wyposażenie w stylu barokowym oraz polichromie wykonane przez Aleksandra Przewalskiego. Godnym uwagi jest również znajdujące się w nawie głównej marmurowe epitafium z portretem fundatora umieszczonym na blasze.